# ست البيت (فلم)
ست البيت هو فيلم مصري من إنتاج عام 1949م، ومن تأليف أبو السعود الإبياري، ومن إخراج أحمد كامل مرسي .

## تمثيل
- فاتن حمامة (الهام)
- عماد حمدي (نبيل)
- منى (مديحة)
- زينب صدقي (الحماة)
- محمد كامل
- عبد العزيز حمدي
- نعيمة عاكف
- محمود شكوكو
- عبد العزيز محمود
- سعاد مكاوي
- ثريا فخري

## روابط خارجية
- مقالات تستعمل روابط فنية بلا صلة مع ويكي بيانات